# Parkhaus Hügel

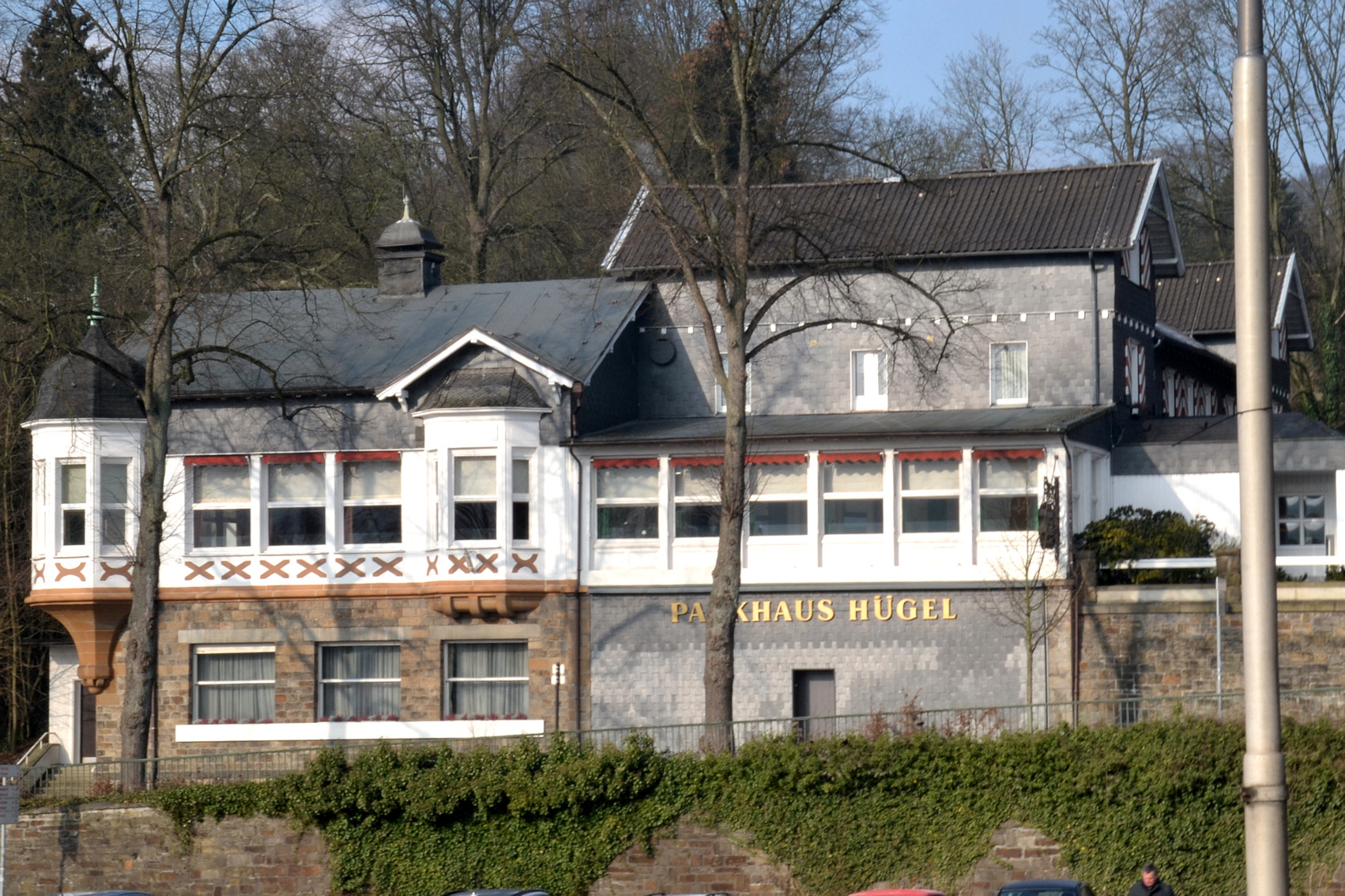
Parkhaus Hügel

Das Parkhaus Hügel ist ein Restaurant und Hotel im Essener Stadtteil Bredeney am nördlichen Baldeneysee-Ufer. 1870 wurde es als Restaurationsbetrieb im Auftrag von Alfred Krupp, während der Errichtung der benachbarten Villa Hügel, erbaut.

## Geschichte

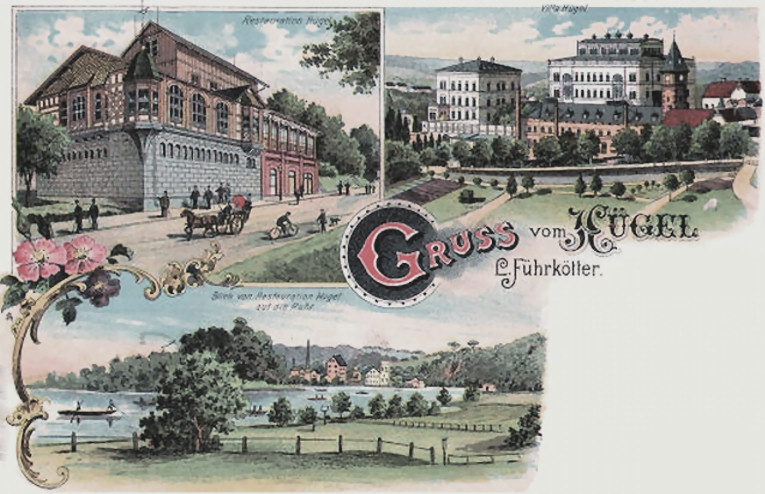
Restaurant Hügel auf einer Postkarte des ehemaligen Betreibers Führkötter

Das Parkhaus Hügel ließ der Großindustrielle Alfred Krupp als Bauherr im Jahr 1870 im Gartenhausstil errichten. Es diente als Restaurationsbetrieb der Bauverwaltung der Villa Hügel. Betriebsfremde Personen erhielten keinen Zutritt, was Krupp selbst so verfügte. Die Villa Hügel wurde 1872 fertiggestellt.
1882 wurde die Verwaltung des heute Parkhaus genannten Gebäudes von der Kruppschen Konsumanstalt übernommen. Ab 1905 diente das Gebäude als Kruppsche Bierhalle den Beamten und Leuten aus der Fabrik zur Erholung. Fünf Jahre später war die Hügelgaststätte erstmals auch Betriebsfremden zugänglich. Als Verwalter tritt bereits vor der Jahrhundertwende 1900 das Ehepaar Führkötter auf. Ludger Führkötter war zuvor Kammerdiener und seine Frau Zofe der Familie Krupp. Die Hügelgaststätte entwickelte sich zu einem Ausflugslokal und bot dabei mehr als 600 Gästen Platz. Das Ehepaar Führkötter leitete sie bis zum 31. Oktober 1930. 
Im Ersten Weltkrieg wurde das Haus zum Lazarett, in dem die Verwundeten von Ehepaar Führkötter Kost erhielten. Infolge des Krieges belagerten mehrere Monate lang Besatzungstruppen das Gebäude. Den Zweiten Weltkrieg überstand es unbeschädigt, jedoch diente es als Notquartier für das Rheinisch-Westfälische Kohlen-Syndikat. Nach Kriegsende war das Haus von alliierten Truppen besetzt worden und beherbergte dann den Offiziersclub Black Diamond – so genannt in Anlehnung an das Schwarze Gold, die Steinkohle, im Ruhrgebiet. Dieser Club der Amerikaner bestand bis 1954. Danach wurden neue Pächter gesucht. 
1955 erhielt die ehemalige Hügelgaststätte vom neuen Pächter Leo Imhoff wegen der Nähe zum angrenzenden Hügelpark die bis heute verwendete Bezeichnung Parkhaus Hügel. Gäste der Villa Hügel werden noch immer vom Parkhaus bewirtet. Die Neueröffnung fand am 11. Februar 1955 statt. Das Restaurant ist bis heute ein Ausflugslokal der gehobenen Gastronomie. 2004 kaufte die Imhoff GmbH die Thyssen-Krupp-Immobilie und ließ sie komplett renovieren. Neben dem Restaurantbetrieb werden nun auch 13 Hotelzimmer vermietet.